# Linea della Sava
La linea della Sava è una faglia che separa le Alpi Giulie delle Caravanche. Ha direzione sud-est dal bacino superiore della Sava nel nord-ovest della Slovenia (nei pressi del confine con l'Austria e l'Italia) sino a Celje, poi piega bruscamente in direzione sud verso le Alpi Dinariche.
Alla fine Paleozoico l'area della Penisola Balcanica sino a questa linea ha condiviso l'evoluzione geologica con il Mediterraneo orientale, da cui nel Carbonifero il mare si espandeva verso l'interno.
Nel Permiano il mare avanzo sino alla Linea della Sava, come risulta evidente dalle faune fossili di tipo asiatico presenti nelle odierne Alpi Giulie. Le formazioni marine del Permiano locali, mostrano affinità con le Arenarie di Val Gardena dell'Alto Adige, dove a sud delle Dolomiti esiste una di linea di faglia analoga detta Linea della Valsugana.
Complessivamente, nel settore orientale del Sudalpino si ha una notevole contrazione crostale, dovuta ad un gran numero di linee di faglia: da immagini satellitari ne sono state identificate 170 nelle Caravanche meridionali 132 in quelle settentrionali. 
La complessa struttura tettonica di questa zona di sutura crostale potrebbe essere il risultato di un'antica zona di subduzione tettonica in cui ampie parti della crosta (compreso il Paleozoico) scompare in profondità. 
In passato si è supposto che tra queste porzioni crostali si trovasse il basamento delle Alpi calcaree settentrionali, che ora è generalmente posto nell'area del lineamento periadriatico.